# Huk wystrzału
Huk wystrzału – zjawisko dźwiękowe związane z opuszczaniem przez pocisk przewodu lufy, powstałe na skutek gwałtownego wzrostu ciśnienia przed lufą. Wzrost ciśnienia przed lufą broni powstaje w wyniku wylotu z niej gazów prochowych i wybuchu mieszanki gazowej po połączeniu z tlenem zawartym w powietrzu. Zjawiska te następują bardzo szybko, wywołując zagęszczenie powietrza przed lufą - stanowią one główne źródło huku wystrzału rozprzestrzeniającego się zgodnie z prawem akustyki. Zagęszczenie powietrza przed lufą, rozrzedzenie oraz następujące po nich wahania ciśnienia stanowią falę huku wystrzału, której amplituda uwarunkowana jest kalibrem broni i wielkością ładunku prochowego. Dla tego samego gatunku prochu amplituda fali huku wystrzału jest w przybliżeniu proporcjonalna do masy ładunku. Huk wystrzału pocisku mniejszego kalibru, przy którym fala jest krótsza, a więc wzrost ciśnienia gwałtowniejszy, wydaje się bardziej "ostry" niż pocisku większego kalibru. 